# Samy Deluxe

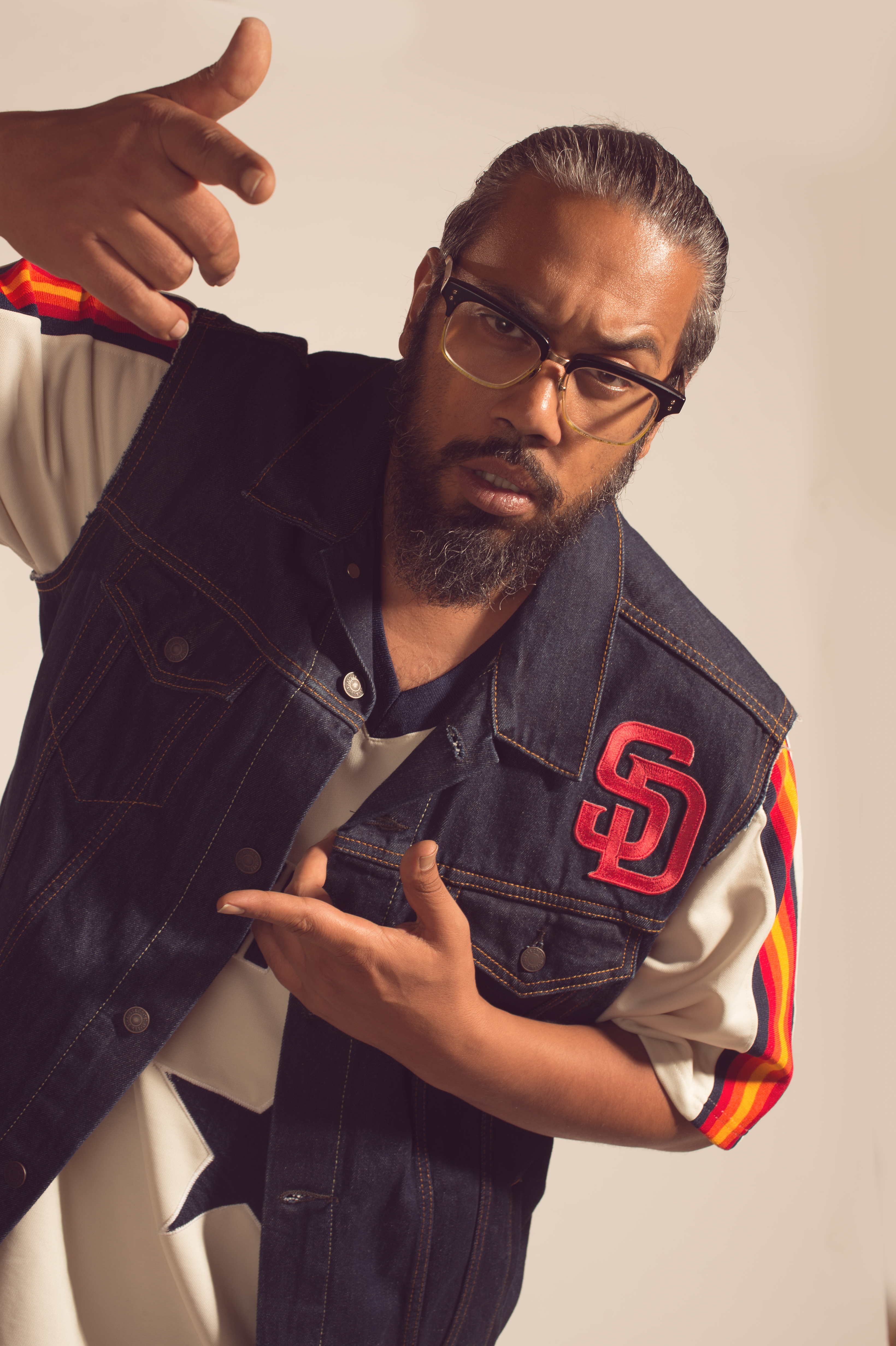
Samy Deluxe (2020)

Samy Deluxe (weitere Pseudonyme: Wickeda MC und Sam Semilia bzw. Samsemilia; * 19. Dezember 1977 als Samy Sorge in Hamburg) ist ein deutscher Rapper und Musikproduzent aus Hamburg. Sowohl als Solokünstler als auch innerhalb der Formationen Dynamite Deluxe und ASD feierte er Erfolge. Darüber hinaus ist er als Verleger tätig, betrieb das Hamburger Restaurant Gefundenes Fressen und mit Deluxe Records über mehrere Jahre sein eigenes Label. Mit dem früher als Crossover bekannten Verein DeluxeKidz engagiert er sich für die kulturelle Bildung von Jugendlichen.

## Werdegang

### Anfänge und erste Erfolge

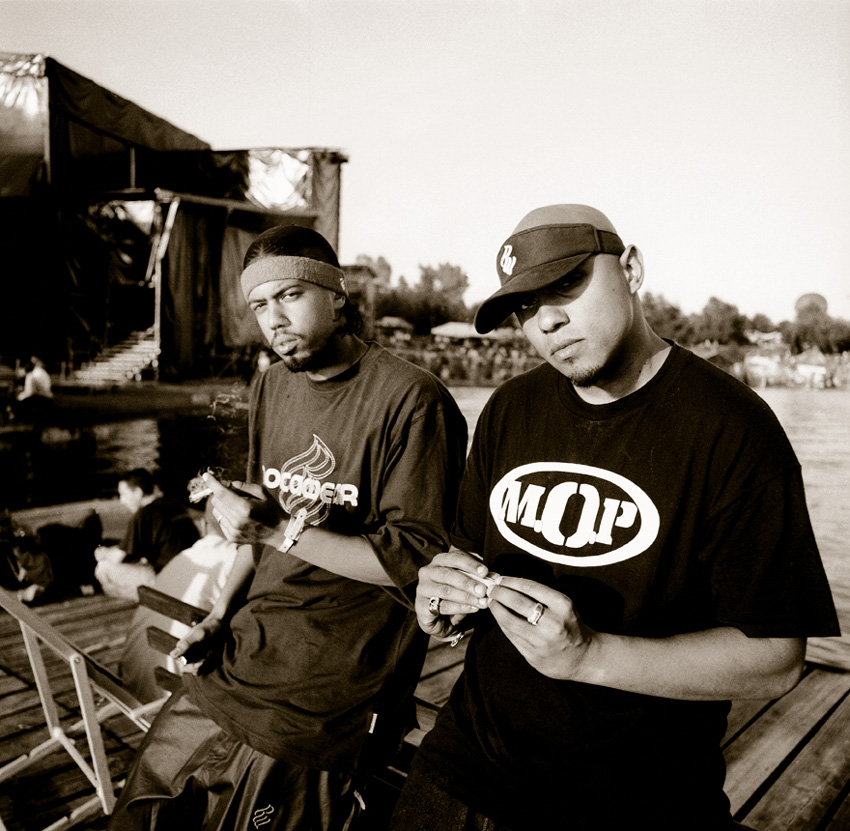
Samy Deluxe und D-Flame (2000)

Samy Sorge wurde Ende 1977 als Sohn einer Deutschen und eines Sudanesen in Hamburg geboren. Ab seinem zweiten Lebensjahr wuchs er ohne Vater auf. Gemeinsam mit seiner Mutter zog er 1980 von Barmbek in den Stadtteil Hamburg-Eppendorf. Inspiriert von US-amerikanischem Rap von Künstlern wie Public Enemy begann Sorge selbst auf Englisch zu rappen. Zunächst hatte er mit dem Produzenten DJ Dynamite das Duo No Nonsens gebildet, bevor die beiden Musiker 1997 mit Tropf die Band Dynamite Deluxe formierten. Mit der Single Füchse aus dem Album Bambule der Absoluten Beginner generierte Samy Deluxe 1999 erstmals größere Aufmerksamkeit. Ein Jahr später folgte die Single Grüne Brille von Dynamite Deluxe und Jan Delay sowie das dazugehörige Debüt des Trios Deluxe Soundsystem. Das über das Hamburger Hip-Hop-Label Eimsbush veröffentlichte Album stieg auf Platz 4 der deutschen Charts ein und avancierte zu einem Kritikerliebling. Nach der Veröffentlichung löste sich Dynamite Deluxe auf.
Sowohl Tropf als auch DJ Dynamite arbeiteten jedoch weiterhin mit ihrem früheren Frontmann zusammen. Über das damalige Major-Label EMI erschien im April 2001 das Solodebüt Samy Deluxe, auf dem die Rapper Afrob, Dendemann, Illo und Nico Suave gastieren. Die von Sleepwalker produzierte Auskopplung Weck mich auf entwickelte sich zum erfolgreichen Aushängeschild für die Karriere des Rappers. Nachdem sich Samy Deluxe an der Seite von Musikern wie Xavier Naidoo, D-Flame oder Torch an dem Projekt Brothers Keepers beteiligt hatte, gründete er 2003 gemeinsam mit Afrob das Duo ASD. Erneut über EMI veröffentlichten sie ihr erstes Kollaborationsalbum Wer hätte das gedacht?. Im Herbst desselben Jahres meldete Eimsbush Insolvenz an. Samy Deluxe gründete daraufhin Deluxe Records als Sublabel des damals zu EMI gehörenden Unternehmens Capitol Records. Mit Verdammtnochma! veröffentlichte er 2004 sein zweites Soloalbum über die Labels. Einige Monate später vertrat er mit der Auskopplung Generation seine Heimatstadt bei der ersten Ausgabe des von Stefan Raab initiierten Bundesvision Song Contest. Dabei belegte er den neunten Platz.

### Arbeit mit Deluxe Records und Comeback von Dynamite Deluxe

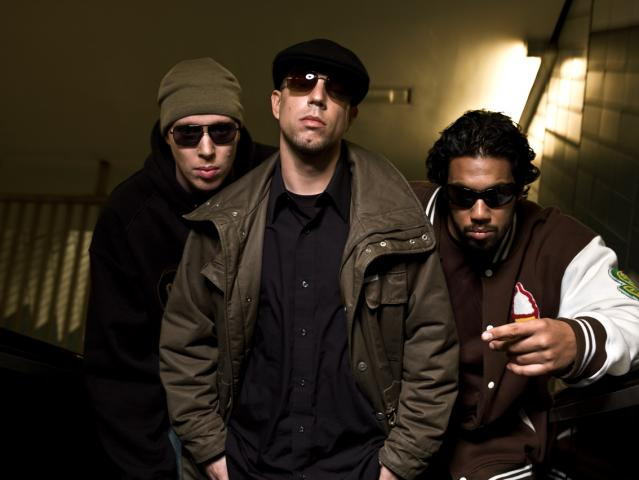
Dynamite Deluxe (2008)

Im Herbst 2005 folgte das Mixtape So Deluxe, So Glorious, für das unter anderem ein Song mit dem US-Rapper DMX entstanden war. Neben der Veröffentlichung eigener Musik nutzte Samy Deluxe das Label Deluxe Records auch als Plattform für andere Rapper. Mithilfe des Samplers Deluxe Records – Let’s Go! stellte er im Herbst 2005 Illo und die Headliners als seine ersten Künstler vor. Es folgten die Mixtapes Big Baus of the Nauf und Deluxe von Kopf bis Fuss, auf dem auch die neu unter Vertrag genommenen Rapper Ali As, Snaga & Pillath, Manuellsen und Blade zu hören sind. Während Samy Deluxe weiterhin über einen Künstlervertrag bei EMI verfügte, trennte sich Deluxe Records im Juli 2007 von seinem Mutterunternehmen, um fortan als Independent-Label zu agieren. Mit Tua präsentierte das Unternehmen Ende des Jahres einen weiteren Künstler. Abgesehen von ihm und Ali As trennte sich das Label in den folgenden Monaten von sämtlichen Rappern, was sich im Sampler Liebling, ich habe das Label geschrumpft widerspiegelt.
2008 veröffentlichte Dynamite Deluxe ihr Comeback-Album TNT, auf dem Jan Delay als einziger Gast vertreten ist. Anfang 2009 folgte Samy Deluxe’ drittes Soloalbum Dis wo ich herkomm, das sein Verhältnis zu Deutschland thematisiert und von einer gleichnamigen Buchveröffentlichung begleitet wurde. Ende des Jahres veröffentlichte er das Mixtape Der letzte Tanz, das zugleich die Schließung des Labels Deluxe Records markierte. 2011 gelang dem Rapper mit SchwarzWeiss sein erstes Nummer-eins-Album. Da EMI Music kurz darauf von der Universal Music Group übernommen wurde, wechselte auch Samy Deluxe seine unternehmerische Heimat. 2012 erschien dort das Album Verschwörungstheorien mit schönen Melodien, für das er die Figur Herr Sorge entwickelt hatte. Die Musiker Flo Mega, Marsimoto, Cassandra Steen und Megaloh treten mit Gastbeiträgen auf. Mit den Mixtapes Perlen vor die Säue und Gute alte Zeit sowie dem Album Männlich kehrte Sorge zur Figur Samy Deluxe zurück.

### Nebenprojekte und MTV Unplugged

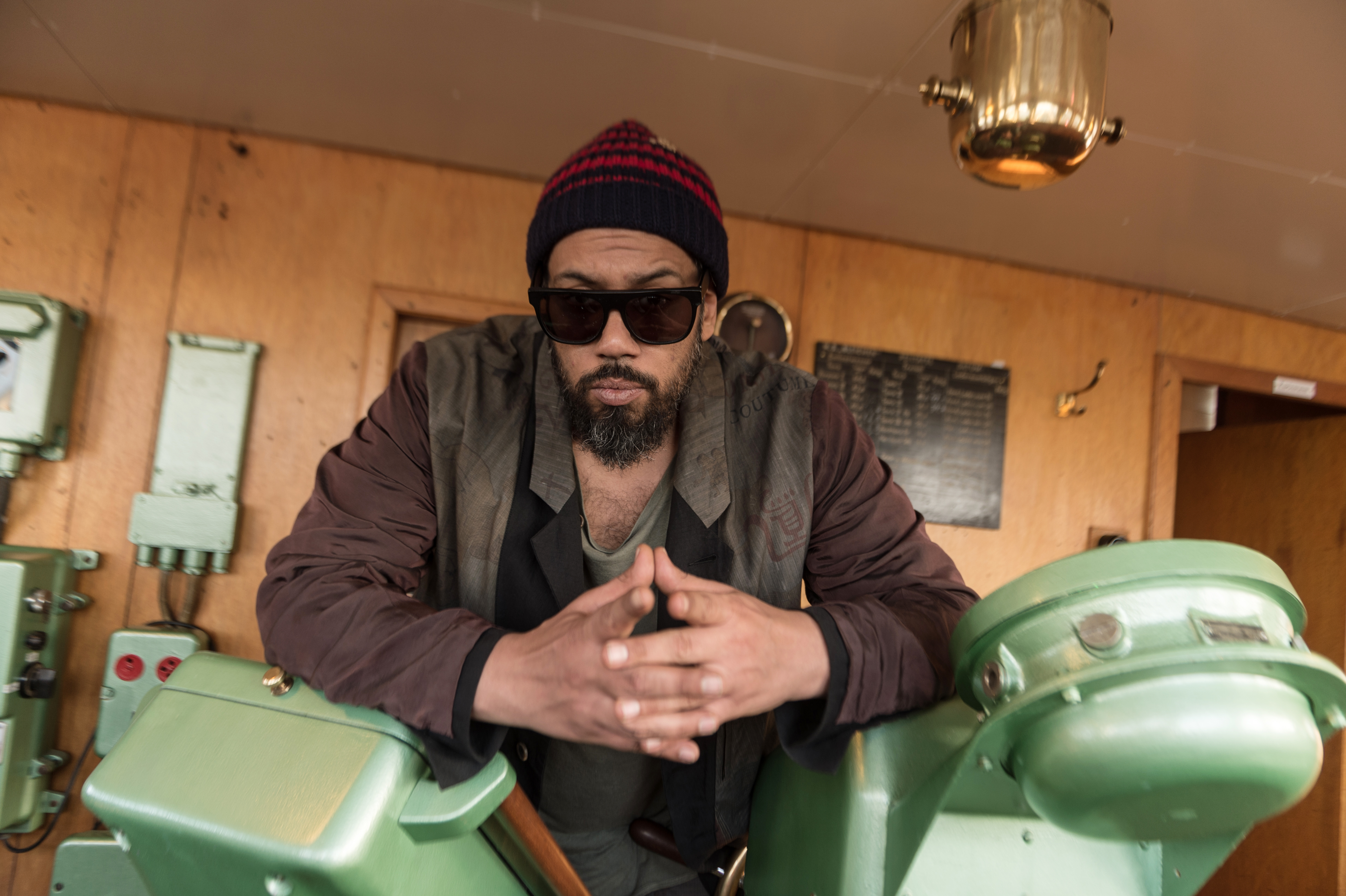
Samy Deluxe (2020)

Im Frühjahr 2015 erweiterte Samy Deluxe mit der Gründung des Restaurants Gefundenes Fressen im Hamburger Karolinenviertel seinen Tätigkeitsbereich. Anschließend setzte er mit dem über Four Music veröffentlichten Album Blockbasta ein weiteres Kollabo-Projekt mit Afrob als ASD um. Neben Max Herre gastiert darauf die Sängerin Nena, für deren Album Oldschool Samy Deluxe kurz zuvor als Produzent verantwortlich zeichnete. Die gebürtige Hagenerin trat 2016 neben MoTrip, J-Luv, Chefket, Megaloh und Afrob auch auf dem sechsten Samy-Deluxe-Album Berühmte letzte Worte auf. An der Seite des Gastgebers Xavier Naidoo, Seven, The BossHoss, Annett Louisan, Wolfgang Niedecken und Nena gehörte er zu dieser Zeit zum Ensemble der dritten Staffel von Sing meinen Song – Das Tauschkonzert. Aus dem VOX-Format gingen zwei Sampler mit Beteiligung des Rappers hervor.
2018 entwickelte sich der von Samy Deluxe produzierte Song Aber des Rappers Eko Fresh zu einem viel beachteten Erfolg. Zudem spielte der Hamburger ein Konzert im Rahmen der Reihe MTV Unplugged. Für das auch als Live-Album veröffentlichte SaMTV Unplugged gewann er unter anderem die Stieber Twins, Kool Savas, Curse, Patrice Bart-Williams, Eko Fresh und Nena als Gäste. Im folgenden Jahr trat Samy Deluxe wiederum mit Der perfekte Moment… wird heut verpennt als Gast auf dem MTV Unplugged von Max Raabe auf. Einen Tag nachdem er seinen 42. Geburtstag als „SaMTV Birthday Bash“ in der ausverkauften Barclaycard Arena gefeiert hatte, folgte Ende 2019 das siebte Soloalbum unter dem Titel Hochkultur. Im folgenden Sommer schloss er sein Restaurant Gefundenes Fressen. Seit August 2020 veröffentlicht er den wöchentlichen Podcast Hochkultur, bei dem er mit Gästen (etwa Leila Lowfire, Alice Hasters, Max Herre und Henning May) über ihren Lebensweg, Musik und Erfahrungen spricht.

## Gesellschaftliches Engagement
Seit Beginn seiner Karriere engagierte sich Samy Sorge wiederholt gegen Fremdenfeindlichkeit und Rechtsextremismus, wobei er auch auf eigene Erfahrungen zurückgriff. Erstmals größere Aufmerksamkeit für das Thema erzielte er ab 2001 als Teil des musikalischen Kollektivs Brothers Keepers. Insbesondere die erfolgreiche Single Adriano (Letzte Warnung) über Alberto Adriano, der ein Jahr zuvor Opfer rechtsextremer Gewalt geworden war, erfuhr eine breite Rezeption. Im Zuge des Welt-AIDS-Tag 2006 trat Samy Sorge als einer von vier Botschaftern auf. Auch im folgenden Jahr übernahm er diese Rolle. Des Weiteren trat er 2007 im Rahmen der Benefizveranstaltung Live Earth in Hamburg auf. Kurz darauf engagierte er sich für die Kampagne iCHANCE des Bundesverbands Alphabetisierung und Grundbildung. Für ihn sei „das Lesen, Schreiben und vor allem Sprechen der deutschen Sprache wirklich das grundlegendste Element“ seiner Karriere.
2008 habe Samy Sorge nach eigener Aussage seinen bisherigen Werdegang reflektiert und einen „großen Drang nach so einem Hands-on-Aktivismus“ verspürt. So entstand die Idee, gemeinsam mit Julia von Dohnanyi und dem Basketballspieler Marvin Willoughby den Verein Crossover zu gründen. Über diesen organisierte er Hip-Hop-Workshops, die „Schulen aus unterschiedlichen sozialen Schichten“ zusammenbringen sollen. Aus Crossover ging 2013 der Verein DeluxeKidz hervor. Dieser setzt sich zum Ziel, Kinder und Jugendliche „an Musik, Sprache, Tanz, darstellende und bildende Kunst heranzuführen, ihr Interesse an Kreativität zu wecken, Teambildungsprozesse zu initiieren und über die Förderung ihrer Fähigkeiten ihr Selbstbewusstsein zu stärken.“ Im Esche Jugendkunsthaus sowie an Schulen bietet der Verein Kurse in den Bereichen Breakdance, Rap, DJing, Gesang, Graffiti und Beatboxen an. Aus der Arbeit mit den DeluxeKidz gingen zwei Aufführungen in der Kulturfabrik Kampnagel hervor.

## Rezeption

### Auszeichnungen

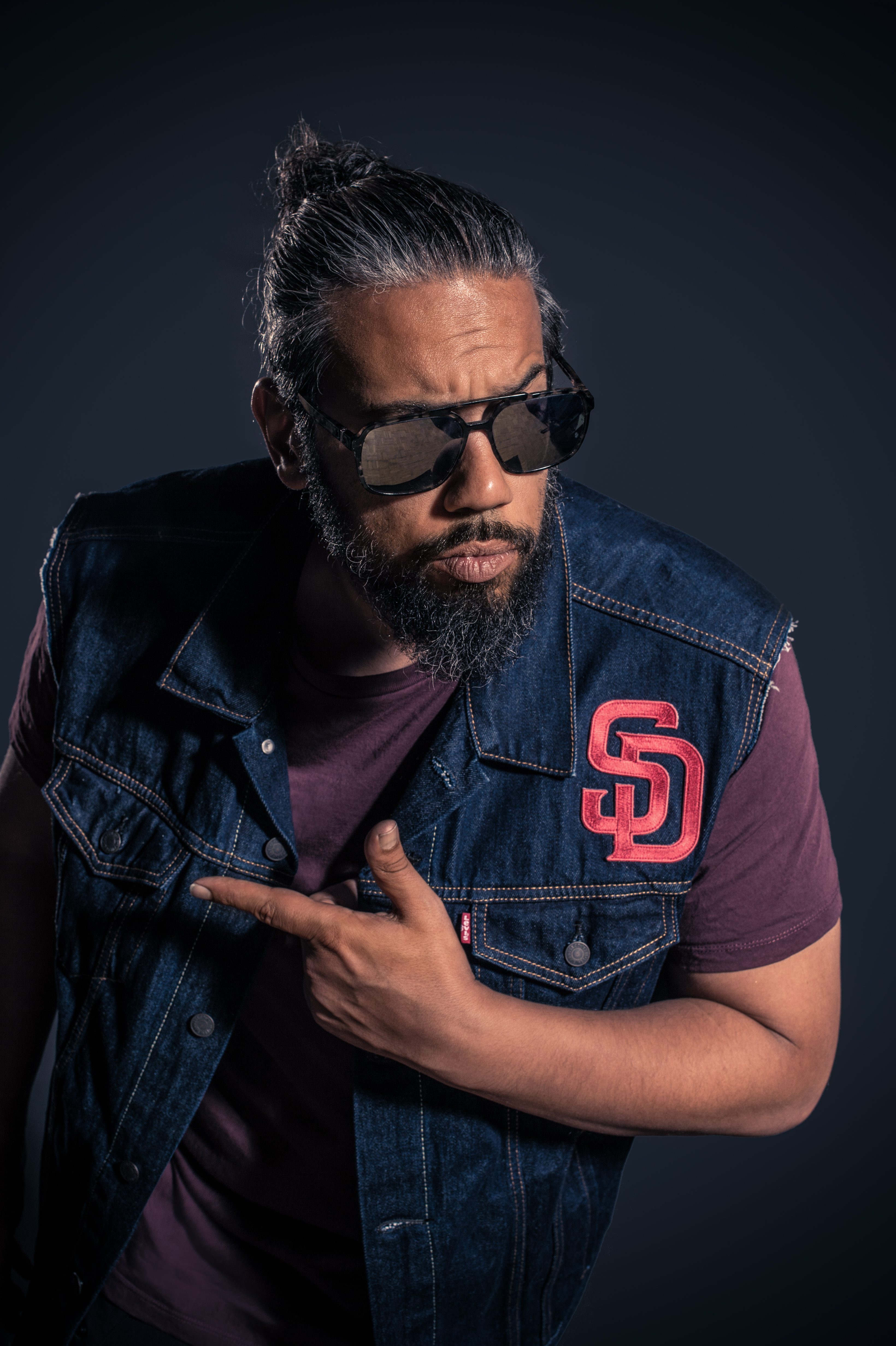
Samy Deluxe (2020)

Samy Deluxe feierte bereits früh Erfolge als Solokünstler. Bereits 2001 platzierte sich seine Single Weck mich auf auf Rang 4 der deutschen Single-Charts. Ein Jahr später stieg sein erstes Album Samy Deluxe auf Position 2 ein. Für mehr als 150.000 Verkäufe erhielt der Rapper dafür seine erste Goldene Schallplatte. Mit SchwarzWeiss gelang ihm erstmals eine Nummer-1-Platzierung. Drei Jahre nach der Veröffentlichung wurde Samy Deluxe auch für sein viertes Album mit einer Goldenen Schallplatte ausgezeichnet. Des Weiteren erreichte die Single Weck mich auf nach 17 Jahren 2018 Gold-Status.
Als Teil von Dynamite Deluxe war er bei der Echoverleihung 2001 in den Kategorien Nationaler Nachwuchsförderpreis des Jahres, Nationaler Newcomer des Jahres und Hip Hop Act des Jahres national nominiert. In der letztgenannten Rubrik erhielt die Band den Preis. Ein Jahr später gewann Samy Deluxe den Echo in der Kategorie Hip Hop Act des Jahres national und wurde für das Musikvideo des Jahres national für Weck mich auf nominiert. Es folgte die Nominierung als Künstler/Künstlerin/Gruppe des Jahres Hip-Hop/R&B (national) im Rahmen der Echoverleihung 2005.
Neben den Auszeichnungen für seine Musikverkäufe erhielt Samy Deluxe eine Reihe weiterer Preise. Beim VIVA Comet 2001 wurde der Hamburger in den Rubriken Newcomer national, Act national und Video national nominiert sowie in der Kategorie Hip-Hop national ausgezeichnet. Im selben Jahr erhielt er den MTV Europe Music Award als Bester deutscher Künstler. Den Bravo Otto in der Sparte HipHop National bekam er 2001 in Gold sowie 2004 und 2005 in Bronze verliehen. Bei den Hiphop.de Awards gewann er 2006 mit Big Baus of the Nauf in der Kategorie „Bestes Mixtape Deutsch“ und wurde 2009 für sein Engagement als Botschafter des Welt-AIDS-Tages in der Kategorie „Beste soziale oder politische Aktion“ ausgezeichnet. Für Herausragende Hamburger Künstlerentwicklung folgte 2012 der Hamburger Musikpreis.

### Kritik
Samy Deluxe gelang es bereits früh die Aufmerksamkeit reichweitenstarker Medien auf sich zu ziehen. Der Spiegel erklärte 2004, der Rapper sei zunächst „ein auf zahlreichen Platten der Hamburger Rapstars zu hörender, für sein Reimtalent hoch geschätzter MC“ gewesen, der jedoch „nicht den Sprung ins Rampenlicht“ geschafft habe. Nachdem ihm dies mit seinem Debütalbum gelungen war, setzte er das „Erfolgsrezept“ mit Verdammtnochma! souverän fort und liefere „alles, was deutscher HipHop zwischen Milieustudie, Gesellschaftskritik und Selbstvermarktung zu bieten“ habe. Anlässlich des Albums Dis wo ich herkomm verglich Der Spiegel den Hamburger mit Peter Fox und Silbermond. So sprechen die beiden Rapper ein „großstädtisches Lebensgefühl“ an. Die Musik enthalte „noch Spurenelemente des Aufbegehrens in sich“, bleibe aber „maßvoll“, „selbst wenn sie wütend“ sei. Neben den musikalischen Aspekten behandelte das Nachrichtenmagazin 2015 auch Samy Sorges Restaurant im Rahmen der Reihe „Star-Snack“. Gefundenes Fressen sei „trotz diverser Hipster-Auswüchse durchaus ein Ort für Leute, die sonst nicht oft in Restaurants essen gehen.“ Während „Gentrifizierungsgegner ein schlechtes Gewissen“ bekämen, erhalten alle anderen Gäste „eine ordentliche Portion deftiges Essen.“
In einer Sonderausgabe über Rap in Deutschland listete das Hip-Hop-Magazins Juice 2005 das Demotape und Deluxe Soundsystem von Dynamite Deluxe sowie die Veröffentlichungen Samy Deluxe und Wer hätte das gedacht? unter den bis dahin wichtigsten Deutschrap-Alben auf. Dank „rotziger, smarter Freestyle-Attitüde auf brillanten Beats“ sei Demotape trotz „miserabler Aufnahmequalität“ eine „Offenbarung“ gewesen. Das Debütalbum der Crew habe anschließend einen „Paradigmenwechsel“ eingeleitet. Deluxe Soundsystem sei „lokal angebunden, aber international veritabel“. Die Songs seines Debütalbums wie International Love oder Weck mich auf böten zwar „keinen übertriebenen lyrischen Tiefgang“, „sein Flow, seine Aura, sein Erfolg jedoch überstrahlten damals schon vieles, wenn nicht alles.“ Gemeinsam mit Afrob sei Samy Deluxe zudem ein „gut durchdachtes, professionelles, abwechslungsreiches und technisch extrem hochwertiges Album“ gelungen. In einer weiteren Sonderausgabe rangierte Deluxe Soundsystem 2008 als Ergebnis einer Umfrage unter Rappern, Produzenten und Journalisten auf Platz 4 der besten Alben des Deutschrap.
Das E-Zine laut.de rezensierte seit seinem Debüt sämtliche Alben sowie die meisten Mixtapes von Samy Deluxe. Bereits anlässlich seines Debütalbums ernannte ihn die Seite zu dem „mit Abstand beste[n] deutschsprachige[n] Flower.“ Insbesondere die beiden Veröffentlichungen mit Dynamite Deluxe, die Soloalben Verdammtnochma! und Hochkultur sowie das SaMTV Unplugged erhielten positive Wertungen. Mit Verdammtnochma! setze sich der „Universal-MC seinen eigenen Meilenstein.“ Deluxe’ wechsele Battle-Rap „mit ungeahnt deepen Zeilen“ ab und reflektiere „seine Jugend, seine Generation und den Niedergang seiner Freunde.“ Neben den gelobten Alben verrissen die Redakteure von laut.de vor allem Perlen vor die Säue, Männlich und Gute alte Zeit. Mit Erstgenanntem stagniere der Rapper, mit Männlich erfolge ein Rückschritt. Die „zum Programm ausgerufene Verklärung von Hip Hops frühen Jahren“ auf Gute alte Zeit fühle sich an, „als säße man in der Gesellschaft sauertöpfiger Greise um den Stammtisch herum und bekäme erzählt, wie verderbt, verlottert und vor allem ahnungslos die heutige Jugend“ sei. Das 2019 veröffentlichte Album Hochkultur erweise sich dagegen „als technisch anspruchsvolles, vielseitig produziertes und inhaltlich breit gefächertes Album, das streitbare, aber nicht reaktionäre Thesen“ aufstelle.

## Diskografie
Studioalben

| Jahr | Titel                                      | Höchstplatzierung, Gesamtwochen, AuszeichnungChartplatzierungen (Jahr, Titel, Platzierungen, Wochen, Auszeichnungen, Anmerkungen) | Höchstplatzierung, Gesamtwochen, AuszeichnungChartplatzierungen (Jahr, Titel, Platzierungen, Wochen, Auszeichnungen, Anmerkungen) | Höchstplatzierung, Gesamtwochen, AuszeichnungChartplatzierungen (Jahr, Titel, Platzierungen, Wochen, Auszeichnungen, Anmerkungen) | Anmerkungen                                              |
| Jahr | Titel                                      | DE | AT | CH | Anmerkungen                                              |
| ---- | ------------------------------------------ | --- | --- | --- | -------------------------------------------------------- |
| 2001 | Samy Deluxe                                | DE2 Gold · (31 Wo.)DE | AT31 (14 Wo.)AT | CH55 (13 Wo.)CH | Erstveröffentlichung: 20. April 2001 Verkäufe: + 150.000 |
| 2004 | Verdammtnochma!                            | DE2 (9 Wo.)DE | AT10 (8 Wo.)AT | CH9 (9 Wo.)CH | Erstveröffentlichung: 23. August 2004                    |
| 2009 | Dis wo ich herkomm                         | DE3 (8 Wo.)DE | AT13 (7 Wo.)AT | CH4 (9 Wo.)CH | Erstveröffentlichung: 27. März 2009                      |
| 2011 | SchwarzWeiss                               | DE1 Gold · (15 Wo.)DE | AT9 (7 Wo.)AT | CH2 (15 Wo.)CH | Erstveröffentlichung: 29. Juli 2011 Verkäufe: + 100.000  |
| 2012 | Verschwörungstheorien mit schönen Melodien | DE43 (2 Wo.)DE | — | — | Erstveröffentlichung: 14. Dezember 2012 als Herr Sorge   |
| 2014 | Männlich                                   | DE3 (6 Wo.)DE | AT14 (3 Wo.)AT | CH8 (6 Wo.)CH | Erstveröffentlichung: 21. März 2014                      |
| 2016 | Berühmte letzte Worte                      | DE4 (15 Wo.)DE | AT11 (4 Wo.)AT | CH5 (9 Wo.)CH | Erstveröffentlichung: 29. April 2016                     |
| 2019 | Hochkultur                                 | DE24 (5 Wo.)DE | — | CH28 (1 Wo.)CH | Erstveröffentlichung: 19. Dezember 2019                  |
| 2023 | Hochkultur 2                               | DE1 (2 Wo.)DE | — | CH24 (1 Wo.)CH | Erstveröffentlichung: 11. August 2023                    |